# Сренг
Сренг (давньоірл. Sreng) — ірландський герой, один із воїнів клану Фір Болг, посланець до Племен богині Дану. При зустрічі з їхнім посланцем Бресом він зауважив, що в супротивника значно досконаліша і, більше того, магічна зброя. Саме тому Сренг попередив своїх одноплемінників із Фір Болг про те, що вони не зможуть здолати військо Племен богині Дану, проте його не послухали. Натомість найбільше Сренг прославився боєм проти Нуаду, що описаний у скелі «Битва при Маг Туїред», у якому він зумів розбити супротивнкиу щит, а також — відтяв йому руку. Через це Нуада назвавжди втратив право бути королем Племен богині Дану.